# Ешторіл
Ешторіл (порт. Estoril; МФА: [ʃ.tu.ˈɾiɫ]) — парафія в Португалії, у муніципалітеті Кашкайш. Розташована в західній частині країни, на теренах історичної португальської провінції Ештремадура. Входить до складу округу Лісабон. За адміністративним поділом, чинним до 1976 року, терени парафії були складовою провінції Ештремадура. Належить до Лісабонського патріархату Католицької церкви. Патрон — святий Антоній. Площа — 8,8379 км². Населення — 26399 ос. (2011). Сильно урбанізований регіон. Густота населення — 2987,02 осіб/км²
. Код — 110504.

## Географія
Відстань до Лісабона — 15 км. На півдні омивається Атлантичним океаном.
Тут розташовані 5- і 4-зіркові готелі, казино (рекламується як найбільший гральний дім Європи), автодром, декілька гольфових полів, пляжі і парки — що робить Ешторіл чудовим місцем відпочинку, відомим далеко за межами Португалії.

## Історія
Перші поселення на місці сучасного Ешторіла з'явилися близько 2 тисяч років тому. Довгий час тут існували лише рибальські хутори. В кінці XIX — початку XX століття відбулося перетворення Ешторіла на крупний туристичний центр.
Під час і після Другої світової війни в Ешторілі проживали багато відомих персоналій:
- Алехін Олександр Олександрович — 4-й чемпіон світу з шахів (помер в Ешторілі у 1946 році);
- Кароль II — король Румунії в 1930–1940 (помер в Ешторілі у 1953 році);
- Міклош Горті — регент Угорщини в 1920–1944 (помер в Ешторілі у 1957 році);
- Хуан (граф Барселони) — іспанський принц, що претендував на престол.

## Населення
| Кількість мешканців | Кількість мешканців | Кількість мешканців | Кількість мешканців | Кількість мешканців | Кількість мешканців | Кількість мешканців | Кількість мешканців | Кількість мешканців | Кількість мешканців | Кількість мешканців | Кількість мешканців | Кількість мешканців | Кількість мешканців | Кількість мешканців |
| ------------------- | ------------------- | ------------------- | ------------------- | ------------------- | ------------------- | ------------------- | ------------------- | ------------------- | ------------------- | ------------------- | ------------------- | ------------------- | ------------------- | ------------------- |
| 1864                | 1878                | 1890                | 1900                | 1911                | 1920                | 1930                | 1940                | 1950                | 1960                | 1970                | 1981                | 1991                | 2001                | 2011                |
|                     |                     |                     |                     |                     | 684                 | 3 572               | 5 514               | 7 491               | 11 193              | 15 548              | 24 312              | 23 962              | 23 769              | 26 399              |

## Спорт
Ештуріл має футбольний і баскетбольний клуби.
З 1990 року неподалік Ешторіла проводиться тенісний турнір Estoril Open, що входить в ATP-тур і WTA-тур (жіночий турнір з'явився в 1998 році, в тур увійшов наступного року). Переможцями чоловічого турніру були багато відомих тенісистів: Серхі Бругера (1991), Андрій Медведєв (1993), Томас Мустер (1995, 1996), Олексій Корретха (1997), Карлос Моя (2000), Хуан Карлос Ферреро (2001), Давид Налбандян (2002, 2006), Миколай Давиденко (2003), Новак Джокович (2007), Роджер Федерер (2008) та інші.
На гірському плато недалеко від Ешторіла в 1972 році був побудований Ешторільський автодром. У 1984–1996 він приймав «Гран-прі Португалії» і весняну тренувальну сесію в класі «Формула-1». З 1997 там відбуваються переважно змагання на автомобілях в молодших формулах; з 2000-го по 2012 роки тут проходив етап чемпіонату світу з шосейно-кільцевих мотоперегонів MotoGP — Мото Гран-Прі Португалії. 2005 року тут відбувся третій етап першого сезону А1 Гран прі — Кубку націй з автоперегонів. 2006 року проведено фінал ETCC. 2008 року на автодромі було проведено етап WTCC — чемпіонату світу з туринґових перегонів.

## Пам'ятки
- Резиденція Салазара.
- Церква святого Антонія — храм XVI століття.

## Персоналії
- Валеріан Тріфа (1914—1987) — єпископ Православної церкви в Америці, архієпископ Детройтський і Румунський.